# Inchcape, Angus
Inchcape eller Bell Rock är en klippa i Storbritannien. Den ligger i kommunen Angus och riksdelen Skottland, i den norra delen av landet, 600 km norr om huvudstaden London.
Terrängen runt Bell Rock är varierad.  Det finns inga samhällen i närheten. 